# Arctosa testacea
Arctosa testacea là một loài nhện trong họ Lycosidae.
Loài này thuộc chi Arctosa. Arctosa testacea được Carl Friedrich Roewer miêu tả năm 1960.